# Evert Reenders
Evert Reender Reenders (Eenrum, 21 juni 1772 - aldaar, 27 februari 1829) was een Nederlands bestuurder. Hij was tussen 1811 en 1812 de eerste maire (burgemeester) van Eenrum. Daarnaast was hij ook onderwijzer en werd na zijn burgemeesterschap ontvanger van de gemeentelijke belastingen en accijnzen. Reenders overleed na een kort ziekbed op 56-jarige leeftijd.   